# Funmilola Ogundana
Funmilola Ogundana (* 26. Dezember 1980; † 8. Februar 2013) war eine nigerianische Leichtathletin, die sich auf den Sprint spezialisiert hatte. Ihren größten Erfolg feierte sie mit dem Gewinn der Goldmedaille in der 4-mal-100-Meter-Staffel bei den Afrikameisterschaften 1998 in Dakar.

## Sportliche Laufbahn
Erste internationale Erfahrungen sammelte Funmilola Ogundana vermutlich im Jahr 1997, als sie bei den Juniorenafrikameisterschaften in Ibadan in 12,03 s und 23,92 s jeweils die Goldmedaille über 100 und 200 Meter gewann und sicherte sich auch mit der 4-mal-100-Meter-Staffel in 45,73 s die Goldmedaille. Im Jahr darauf belegte sie bei den Juniorenweltmeisterschaften in Annecy in 11,68 s den siebten Platz im 100-Meter-Lauf und gelangte über 200 Meter mit 23,99 s auf Rang acht. Anschließend siegte sie mit der Staffel in 43,75 s gemeinsam mit Endurance Ojokolo, Henrietta Ajaegbu und Rose Aboaja bei den Afrikameisterschaften in Dakar. 2006 schied sie bei den Commonwealth Games in Melbourne mit 11,76 s im Halbfinale über 100 Meter aus und belegte im Staffelbewerb in 44,37 s den vierten Platz. 2011 beendete sie ihre aktive sportliche Karriere.

## Persönliche Bestleistungen
- 100 Meter: 11,58 s (−1,0 m/s), 8. Juli 2005 in Abuja
- 200 Meter: 23,56 s (+0,7 m/s), 31. Juli 1998 in Annecy